# 津波火災
津波火災（つなみかさい）とは、津波の浸水被害を受けた地域で発生する二次災害（複合災害）である。火と水という対照的で相反する要因が結びつく災害である。避難や事前対策が困難であり、浸水地域内で発生する火災のために特有の消火活動困難性を持つ。記録によると、これまでに最も大きな規模の津波火災が発生したのは東北地方太平洋沖地震（東日本大震災）である。東日本大震災では、関東大震災などを超す159件の出火（地震による火災は計373件）が確認されていて、その多くは自動車や家屋の電気系統を出火原因とするものであった。

## 概要
1933年（昭和8年）3月3日に発生した昭和三陸地震においては、岩手県釜石市で沿岸部での津波火災が相次いで発生し想定で210棟以上が被害を受けた記録があるほか、1964年（昭和39年）に発生した新潟地震では地震による激しい揺れで損壊した石油タンクから油が漏れ出し、それを津波が内陸部まで運んだところで着火したことで民家などに燃え移り、290棟が被害を受けた記録がある（当時、3万キロリットル浮屋根式タンクは満液状態で貯蔵されていたために被害が拡大した）。
この様に、津波火災の発生原因や延焼の理由は、石油タンクや津波によって流された船舶や車から漏れ出した燃料（重油、灯油、ガスなど）にその他の漂流物が衝突するなどして着火し、津波の浸水域に漂流したことで、被害を拡大させたと考えられる。なお、津波火災は津波が車両や住宅などを押し流し、津波による影響が少なくなる場所や津波の力が弱まる所などで流失物が集積することにより、近くにある物に引火し大規模な火災を発生させる災害も含んでいる。

## 東日本大震災による被害
2011年（平成23年）3月11日に発生した東北地方太平洋沖地震（東日本大震災）では、各地で出火が相次ぎ、過去最大の津波火災が発生した。主に東北地方沿岸部の津波被災地では大規模な火災が発生したところもある。日本火災学会の推計のデータでは、地震から1カ月の間に東北地方を中心とした1都16県で発生した火災は373件（日本火災学会:三陸沿岸市街地の津波火災の発生状況）。
同じく日本火災学会が調査した資料によれば、 発生した373件の火災のうちの159件（43%）は津波火災とみられ、焼損面積は約74ヘクタールであった。これらの原因としては津波によって流された車のバッテリーが海水につかることで短絡を起こし、爆発・火災が発生したものも含まれている。昨今の自動車は電気系統が複雑になっており、より発火が起きやすくなっているとの見解もある。
プロパンガスのボンベから噴出したガスやコンビナートから流出した油から発生した火災が津波で流された瓦礫に燃え移り、炎上しながら海面を漂う大規模火災が発生している。

## 北海道南西沖地震による被害
1993年（平成5年）7月12日に発生した北海道南西沖地震では、奥尻島南部の集落・青苗地区において大規模な津波火災が発生した。推計では奥尻島で2件の火災が発生し、192軒が焼失した。寒冷地の離島という土地柄、各家庭に備えられたプロパンガスのボンベや灯油タンクなどが火災を甚大化させ、推計で190戸、約51,000平方メートルが焼失した。メタンハイドレートから放出されたメタンガスが静電気で発火したと報告されている。被災当時は風が強かったことから、火災が拡大し、家々を焼き尽くしたという記録もある。

## 南海トラフ巨大地震における政府の被害想定
前述のとおり、発生場所や原因が想定しにくい事が現状であり、内閣府の南海トラフ巨大地震被害想定でも詳細には触れていない。
南海トラフ巨大地震における被害拡大防止も急務であるが、東海地方から九州沖を震源域とする巨大地震が発生したという想定では、千葉県から鹿児島県までの全22都府県でおよそ270件程度の津波火災が発生する可能性があるとされている。港湾施設のタンクから油の流出を抑えれば、93件程度まで抑えられるとの結果もあり。
| 都道府県 | 被害想定数                                                                               |
| -------- | ---------------------------------------------------------------------------------------- |
| 静岡県   | 54件（南海トラフでは津波襲来の予測がトップであるため、一番発生しやすいと推定されている） |
| 三重県   | 43件                                                                                     |
| 宮崎県   | 37件（津波襲来の想定は低いが、自動車所有台数、プロパンガスの使用率等を考慮している）     |
| 高知県   | 35件                                                                                     |

## 各自治体の対応・対策
各自治体も想定や対策が急務となっている。
鳥取県では、政府の想定や被害の推計データを受け、学識経験者らで作る「地震防災調査研究委員会」を設置している。

### 消防の対応・課題
東日本大震災の被災地域の消防では、消防車両の事前避難計画を策定しておらず、津波による車両被害が相次いだ。津波により集積した瓦礫等で消防水利の活用も困難となり、可搬ポンプ等の活用により自然水利からの長距離送水が実施された。自然水利は、津波の影響が生じる可能性があり、隊員らの安全管理も課題となっている。また、放水中に急に停止したり、通常より水圧が弱かったり、などの問題点も発生した。
また、緊急消防援助隊の集結・活動開始までには、道路状況等混乱によりかなりの時間を要するため、地元の消防団による必死の活動が続いた。

## 津波火災発生の防止・課題
前述のとおり津波火災は消火活動がきわめて困難（津波により水利の確保が困難なために長距離の送水を実施せざるを得ず、消火活動が遅延する）であるほか、災害の発生自体が想定しにくいことにより未然の防止が難しい災害の一つであるが、新しく対策を講じていく必要がきわめて重要な災害でもある。その中でもコンビナート港湾における地震・津波対策と、津波によって流された自動車が火災の原因になることの対策が最重要な課題である。東日本大震災では、屋外タンクなどが流失し、瓦礫などが燃えそれが移動することによってさらに被害が拡大する可能性がある。タンクの嵩上げや地中化など、「内容物を津波によって流出させない」対策も急務である。また、津波火災を考慮した避難場所の確保や避難計画の策定、津波火災に対応できる消防力の確保も重要である。なお、首都直下型地震では内陸震源が主に予想されているため、地震の激しい揺れによる火災が想定されており、津波による火災は発生する可能性は低いとされている。
国の津波火災対策ガイドライン等に基づき、防止課題としてあげられるものは、
1. 津波海水による漏電・短絡火災の防止
2. 建物周辺部への瓦礫集積による着火等防止
3. 自動車等流出によって大規模火災が想定される着火原因となる物に対する対策

等があげられる。
東日本大震災では、プロパンガスボンベから漏洩したガスが原因の津波火災も多数発生していることから、ガス放出防止器という高圧部の安全機器の導入・促進がある。

### 津波避難ビルと津波火災
津波避難施設#津波避難ビルも参照。
津波の来襲が予想される各自治体は、堅牢な高層建築物を「津波避難ビル」として指定を急いでいるが、ほとんどが「津波火災」への備えが無く「想定外」のままとなっている。津波避難ビルの周囲で津波火災が発生した場合を想定し、「2次避難場所の整備・十分な高さと延焼防止性を持つ建築物の指定を進めるべきだ」とする専門家の見解もある。
東日本大震災では、一旦は避難ビルに避難したものの、周囲を津波火災が取り囲んだことで避難を継続することが困難になった、との事例もある。
宮城県気仙沼市では、津波避難ビルへの延焼事例が発生し、「津波に対して十分な高さを確保していても、延焼危険があるとすれば避難場所として不完全」とし、今後の対策が急務であるとの指摘がなされている。